# Góry Tokajsko-Slańskie
Góry Tokajsko-Slańskie (517.1 (słow. Slanské vrchy lub Zemplínské vrchy, węg. Eperjes-Tokaji-hegység) – pasmo gór we wschodniej Słowacji i północno-wschodnich Węgrzech, w Wewnętrznych Karpatach Zachodnich.

## Położenie
Geografia węgierska i słowacka traktują Góry Tokajsko-Slańskie jako dwa odrębne pasma, rozdzielone granicą państwową: Góry Slańskie (Slanské vrchy lub Zemplínské vrchy) po stronie słowackiej i Góry Zemplińskie (Tokaji-hegység lub Zempléni-hegység) po stronie węgierskiej. Podział ten jest jednak sztuczny – geomorfologicznie pasmo tworzy jedną całość.
Pasmo Gór Tokajsko-Slańskich ma około 80 km długości (z tego około 50 km na Słowacji) i od 12 do 20 km szerokości. Rozciąga się z północy na południe z lekkim wybrzuszeniem na wschód. Na północy dolny odcinek Sekčova oddziela je od Gór Czerchowskich, a obniżenie na linii Kapušany – Hanušovce – od Pogórza Ondawskiego. Na wschodzie i południu Góry Tokajsko-Slańskie opadają w Wielką Nizinę Węgierską – Nizinę Wschodniosłowacką, równinę Bodrogköz i dolinę Cisy. Od zachodu Góry Tokajsko-Slańskie graniczą z Kotliną Koszycką i wzgórzami Cserehát, od których dzieli je dolina Hornadu. Południowa część Gór Tokajsko-Slańskich jest otoczona pogórzem (Zempléni hegyalja). Pasmo obfituje w przełęcze; najbardziej znane to Przełęcz Dargowska (Dargovský priesmyk, 473 m) i Przełęcz Slańska (Slanský priesmyk).
Wysokość Gór Tokajsko-Slańskich maleje z północy na południe. Na północnym krańcu leży najwyższy szczyt Šimonka – 1092 m, kolejne wyższe szczyty to Čierna hora – 1073 m, Tri Chotáre – 1025 m, Makovica – 981 m, Mošník – 911 m, Lazy – 859 m, Bogota – 855 m, Bradlo – 840 m, Veľký Milič – 894 m, Kapoven – 730 m, Zobraná – 610 m, Gergely – 783 m i Szokolya – 607 m. Południową forpocztę gór stanowi izolowana góra Tokaj (512 m) u ujścia Bodrogu do Cisy.

## Hydrografia
Zachodnie zbocza Gór Tokajsko-Slańskich odwadniają Hornad i jego dopływy, m.in. Torysa i Olšava, której źródła znajdują się w północnej części Gór. Wody ze wschodnich zboczy spływają do Bodrogu i jego dopływów – Topli, Ondavy i Trnavy. Na wschodnich zboczach masywu Miliča znajdują się dwa jeziora osuwiskowe – Izra i Malá Izra. Osobliwością gór jest gejzer w wiosce Herľany. Występuje tu wiele źródeł, również z wodami mineralnymi.

## Geologia
Góry Tokajsko-Slańskie są pochodzenia wulkanicznego, zbudowane są głównie z andezytów, ryolitów i skał piroklastycznych. Powstały w młodszym trzeciorzędzie. Intensywna erozja doprowadziła do powstania nadzwyczaj różnorodnej rzeźby z ciekawymi wychodniami skalnymi. Pokrywają je gleby leśne – brunatne na stokach zachodnich, bielicowe na stokach wschodnich.

## Klimat
Klimat Gór Tokajsko-Slańskich jest ciepły i wykazuje znaczny stopień kontynentalizmu. Przeciętne temperatury stycznia wahają się od –6 °C do –4 °C, a lipca – od 15 °C do 18 °C. Roczna suma opadów wynosi od 550 mm w niższych partiach do 800 mm w partiach szczytowych.

## Flora i fauna
Roślinność Gór Tokajsko-Slańskich ma charakter przejściowy między florą panońską a typowo karpacką. Podnóże pokrywają grunty rolne, zaś wyższe partie porastają pierwotne lasy liściaste. Niżej rosną ciepłolubne lasy dębowe, ze wzrostem wysokości stopniowo przechodzące w bukowe. W miejscach wilgotniejszych rośnie grab, a w bardziej skalistych – jesion, jawor, lipa i klon. Niewielką powierzchnię zajmują górskie łąki i pastwiska. Góry obfitują w dzikie zwierzęta, również łowne. Na pogórzu prowadzi się intensywną uprawę winorośli.

## Zaludnienie i zagospodarowanie
Góry Tokajsko-Slańskie są słabo zaludnione – 40-60 osób na km². Przecina je kilka szlaków komunikacyjnych: przez Przełęcz Slańską biegną droga i linia kolejowa z Koszyc do Trebišova, a przez Przełęcz Dargowską – trasa E50, oprócz tego istnieje gęsta sieć dróg lokalnych. Nie ma tu przemysłu. W okolicy wsi Zlatá Baňa wydobywano niegdyś złoto, srebro, rtęć i antymon, we wsi Telkibánya – złoto, a koło wsi Dubnik jeszcze na początku XX wieku działały kopalnie opali. Obecnie podstawową gałęzią gospodarki staje się turystyka i rekreacja, nastawione przeważnie na weekendowe wyjazdy mieszkańców Koszyc. Działa sporo hoteli, moteli i kempingów, a zimą kilka ośrodków narciarskich. Góry pokrywa sieć pieszych i rowerowych szlaków turystycznych.